# Yuji Nakayoshi
Yuji Nakayoshi (født 4. september 1972) er en tidligere japansk fodboldspiller.
Han har spillet for flere forskellige klubber i sin karriere, herunder Consadole Sapporo og Oita Trinita.